# Perissomerus flammeus
Perissomerus flammeus là một loài bọ cánh cứng trong họ Cerambycidae.